# فوكسليس
فوكسليس هو مركز التدريب والنشاط من المرشدات بالقرب يندهيرست، هامبشاير، المملكة المتحدة. المبنى هو في الأصل منزل الأميرة ماري وبعد ذلك أصبح تابع للمرشدات منذ عام 1922. استضافت فوكسليس المؤتمر الدولي الثالث للمرشدين، والمؤتمر العالمي السادس وأيضا أول معسكر في العالم.

## روابط خارجية
- صفحة فوكسليس من المرشدات

‌